# ميتشيهيسا ناجاساوا
ميتشيهيسا ناجاساوا هو لاعب كرة قدم ياباني في مركز الوسط، ولد في 29 يوليو 1989 في سايتاما في اليابان. لعب مع نادي ألبيريكس نيغاتا.